# Karl Krause
Karl Christian Friedrich Krause (Eisenberg, 4 maggio 1781 – Monaco di Baviera, 27 settembre 1832) è stato un filosofo tedesco postkantiano. Frequentò l'Università di Jena dove ebbe come maestri Fichte e Schelling, di cui superò gli insegnamenti per avvicinarsi al pensiero di Kant. Suo discepolo fu il filosofo e giurista Heinrich Ahrens.

## L'insegnamento
Insegnò presso l'Università di Jena, di Berlino, di Gottinga e di Monaco, senza conseguire quel successo che ricercava e senza che il suo pensiero fosse ben compreso ed accettato. Le sue idee ebbero maggior fortuna all'estero.
Il fulcro della sua ricerca filosofica è la conciliazione del Panteismo con il Teismo in quello che definì, con un neologismo di sua creazione, Panenteismo.
Fu affascinato dall'idea di una Società Universale e nel suo saggio del 1811  Urbild der Menschheit auspica la costituzione di una repubblica mondiale formata da cinque federazioni regionali, d'Europa, Asia, Africa, America e Australia, e la formazione di un unico governo mondiale. Ritenne di trovare le basi di questa sua utopia sociale nella Massoneria, alla quale per questo aderì, essendo stato iniziato ad Altenburg il 4 aprile 1805 e in seguito fu membro e oratore della Loggia “Alle Tre Spade” di Dresda, e scrisse due opere sull'argomento: Die drei ältesten Kunsturkunden der Freimaurerbrüderschaft e Höhere Vergeistigung der echt überlieferten Grundsymbole der Freimaurerei in zwölf Logenvorträgen, in seguito alla cui pubblicazione fu espulso per aver violato le regole di discrezione dell'associazione.

## Krausismo
La filosofia di Krause, il Krausismo, non ebbe successo nel suo paese sia perché effettivamente astrusa sia perché utilizzava una terminologia con molti neologismi, di difficile comprensione, inventati da lui, come, per esempio, panenteismo. Migliore destino ebbe in Belgio, Paesi Bassi e specialmente in Spagna e nei paesi di lingua spagnola (America Latina), dove si sviluppò un movimento con valenze politiche che faceva riferimento al Krausismo.
Nei paesi spagnoli i principi di Krause furono adattati alle culture ed alle società locali.
Fu il professore spagnolo Julián Sanz del Río ad introdurre e diffondere i principi di Krause in Spagna con la pubblicazione dell'Ideal de la Humanidad para la Vida. Il successo fu immediato e fece numerosi adepti fra la intellighenzia culturale e politica della Spagna più aperta, in modo particolare la massoneria, specialmente in un momento che vedeva la contrapposizione tra il nascente liberalismo e l'imperante conservatorismo.
Un seguace particolarmente importante del Krausismo fu lo studioso e  politico Joaquín Costa, che si prodigò per la modernizzazione della Spagna, come pure alcuni membri della famiglia Romero de Castilla.
Un altro fu lo scrittore, diarista e filosofo ginevrino Henri-Frédéric Amiel.

## Institución libre de Enseñanza
Francisco Giner de los Ríos, uno dei più importanti seguaci di Krause, fondò la Institución Libre de Enseñanza (ILE), applicando nel campo educativo i principi Krausisti. A base di questa istituzione pose la laicità, la libertà della scienza da qualsiasi condizionamento e soprattutto l'attenzione verso il discente visto come parte attiva del processo educativo da stimolare e non come soggetto passivo da modellare.

## Opere
- Entwurf des Systems der Philosophie: Erste Abtheilung enthaltend die allgemeine Philosophie, nebst einer Anleitung zur Naturphilosophie, Jena und Leipzig,  1804.
- Versuch einer Wissenschaftliche Begründung der Sittenlehre, Leipzig 1810.
- Das Urbild Der Menschheit. Ein Versuch, Dresden, 1811.
- Vorlesungen über das System der Philosophie, Göttingen, 1828.
- Abriss des Systems der Logik als philosophischer Wissenschaft, Göttingen, 1828.
- Ausgewahlte Schriften / Philosophisch-freimaurerische Schriften 1808-1832, Ed. Johannes Seidel, Enrique M. Ureña, Erich Fuchs e Pedro Álvarez Lázaro, Stuttgart-Bad Cannstatt, Frommann-Holzboog, 2009.
- Die absolute Religionsphilosophie in ihrem Verhältnisse zu dem gefühlgläubigen Theismus und nach der in ihr gegebenen endlichen Vermittlung des Supernaturalismus und Rationalismus, Dresden -Leipzig, 1834.
- Abriss der Aesthetik oder der Philosophie des Schönen und der schönen Kunst, Göttingen, Dieterich, 1837.
- Kritik von Fr. Schleiermachers Einleitung Seiner Schrift: Der christliche Glaube, Ed. Hermann Karl von Leonhardi, Göttingen, 1843.
- Erneute Vernunftkritik (= Vorlesungen über die Grundwahrheiten der Wissenschaft, zugleich in ihrer Beziehung zu dem Leben), Prag, 1868.